# マツダランプの歌
- 東芝のマツダランプの歌[1]
- マツダランプの唄[2]

「マツダランプの歌」（マツダランプのうた）は、東芝が使用していた電球のブランド「マツダ」のコマーシャルソングとして1957年（昭和32年）に選定された楽曲である。作詞・原田スズヨ、補作・西條八十、作曲・米山正夫。

## 前史
東芝の前身企業の1社で1913年（大正2年）からアメリカ合衆国のGEよりライセンス供与を受ける形で「マツダランプ」の商標により電球を生産していた東京電気株式会社では、発売から4年後の1917年（大正6年）に社報『マツダ新報』6月号で「マツダランプの歌」を掲載しているが、これは戦後にCMソングとして作成されたものとは同名異曲である。
この大正版「マツダランプの歌」の作詞者は東京電気取締役の新荘吉生（1873年 - 1921年）で、旋律は中山晋平（1887年 - 1952年）が作曲した「カチューシャの唄」からの転用（替え歌）とされていた。この替え歌版「マツダランプの歌」は "MAZDA SONG."の表題で英語版の歌詞も作成されている。

## 東芝のマツダランプの歌
マツダランプの製造・発売元であった東京電気は1939年（昭和14年）に芝浦製作所と合併して東京芝浦電気（東芝）が発足した。戦後に民間放送参入が解禁される中で企業はCMソング制作に力を入れるようになったが、東芝では全国を対象に新聞広告を通じて歌詞の懸賞募集を行い、応募総数8万4952篇からの入選作を審査委員の西條八十が補作、米山正夫の作曲による「マツダランプの歌」が作成された。西條は入選作について以下のように評している。
東芝レコードが製造したレコード（SP盤規格品番：SPR-1、シングル盤規格品番：4R-2）ではA面に藤山一郎と荒井恵子のデュエット、B面にダークダックスの合唱版が吹き込まれている。表題は歌詞カードで「マツダランプの歌」とされているが、レコードの盤面や雑誌広告では「東芝の」を冠しており、日本音楽著作権協会（JASRAC）の登録情報では「マツダランプの唄」とされるなど表記ゆれが大きい。

### 番組オープニングでの使用
東芝が一社提供スポンサーであったKRT（のちTBSテレビ）『東芝日曜劇場』やフジテレビ『東芝土曜劇場』では、当時は銀座に在った東芝本社ビルを背景にネオンサインを点灯する映像をオープニングに使用していたが、そのBGMとしてダークダックス版「マツダランプの歌」が流されていた。
電球のブランド名としての「マツダ」は1962年（昭和37年）を以て使用を終了し、以降は『東芝日曜劇場』のオープニングを含めて「光る東芝の歌」（作詞・峠三四郎、作曲・越部信義）へ取って代わられるようになった。